# Craig Sheffer
Craig Sheffer (York (Pennsylvania), 23 april 1960) is een Amerikaans acteur.
Sheffer begon zijn carrière aan het begin van de jaren 80. In 1982 kreeg de acteur een rol in de soap One Life to Live en in 1983 acteerde Sheffer in The Hamptons. In 1985 was hij naast Emilio Estevez in zijn eerste film, That Was Then... This Is Now, te zien.
Sheffer verloor zijn bekendheid aan het einde van de jaren 90, maar kwam terug toen hij in 2003 een vaste rol kreeg in een van de meest populaire hedendaagse televisieseries; One Tree Hill. Hoewel hij sinds 2006 niet meer een lid van de cast is, zal hij in de toekomst weer in films spelen.

## Filmografie (selectie)
- 1985: That Was Then... This Is Now
- 1986: Fire with Fire
- 1987: Some Kind of Wonderful
- 1990: Nightbreed
- 1992: A River Runs Through It
- 1993: Fire in the Sky
- 1993: The Program
- 1993: Fire on the Amazon
- 1995: Sleep with Me
- 1996: Head Above Water
- 2000: Hellraiser: Inferno
- 2003: Dracula II: Ascension
- 2006: Long Lost Son (televisiefilm)

- Biblioteca Nacional de España: XX1109847
- Bibliothèque nationale de France: cb14021833j (data)
- Gemeinsame Normdatei: 140026142
- International Standard Name Identifier: 0000 0001 0868 3190
- Library of Congress Control Number: no97027950
- Nationale Bibliotheek van Tsjechië: xx0176449
- Nationale Bibliotheek van Israël: 987007361717305171
- Nederlandse Thesaurus van Auteursnamen: 089179331
- SNAC: w6vx0nvz
- Système universitaire de documentation: 070753717
- Virtual International Authority File: 9448480
- WorldCat: E39PBJhX9WQGX6RWtHRWdmPCwC